# Målsta
Målsta är en by i Frösö distrikt (Frösö socken) i Östersunds kommun, Jämtlands län (Jämtland). Byn ligger vid Storsjön, söder om Frösön, vid Länsväg Z 592 mellan Frösön och Orrviken och den anslutande Länsväg Z 622 mot Måläng, cirka tio kilometer västerut från Östersund. Byn är, tillsammans med grannbyn och tidigare småorten Genvalla, sedan 2015 klassad som en tätort, namnsatt till Målsta, Genvalla och Fillsta,

## Befolkningsutveckling
| Befolkningsutvecklingen i Målsta, Genvalla och Fillsta 2015–2020              | Befolkningsutvecklingen i Målsta, Genvalla och Fillsta 2015–2020 | Befolkningsutvecklingen i Målsta, Genvalla och Fillsta 2015–2020 | Befolkningsutvecklingen i Målsta, Genvalla och Fillsta 2015–2020 | Befolkningsutvecklingen i Målsta, Genvalla och Fillsta 2015–2020 |
| ----------------------------------------------------------------------------- | ---------------------------------------------------------------- | ---------------------------------------------------------------- | ---------------------------------------------------------------- | ---------------------------------------------------------------- |
|                                                                               |                                                                  |                                                                  |                                                                  |                                                                  |
| År                                                                            |                                                                  |                                                                  | Folkmängd                                                        | Areal (ha)                                                       |
| 2015                                                                          | 2015                                                             |                                                                  | 207                                                              | 69                                                               |
| 2020                                                                          | 2020                                                             |                                                                  | 216                                                              | 66                                                               |
| Anm.: Ny tätort 2015, som bland annat omfattar området för småorten Genvalla. |                                                                  |                                                                  |                                                                  |                                                                  |